# Kevin Malget
Kevin Malget (* 15. Januar 1991 in Wiltz) ist ein luxemburgischer Fußballspieler.

## Verein

### Nachwuchs
Kevin Malget begann mit dem Fußball im Nachwuchs von Etzella Ettelbrück. Dann wechselte er ins Ausland und unterschrieb einen Ausbildungsvertrag beim deutschen Klub Alemannia Aachen. Mit den Nachwuchsmannschaften spielte er bis 2010 auch in der B- sowie in der A-Junioren-Bundesliga.

### Aktivenbereich
In seinem letzten Nachwuchsjahr kam er auch einmal in der Reserveelf zum Einsatz. Am 12. September 2009 wurde er am neunten Spieltag der fünftklassigen NRW-Liga, gegen die zweite Mannschaft von Arminia Bielefeld, in der Anfangself aufgeboten. Nach dem Ende seiner Nachwuchskarriere kam er noch weitere neun Mal in der Reserveelf zum Einsatz. Gegen den VfB Homberg gelang Malget auch sein erster und einziger Treffer für die Aachener Reserve.
Zur Saison 2011/12 kehrte Malget in seine Heimat zurück und unterschrieb bei F91 Düdelingen. Mit diesem Klub wurde er sechsfacher luxemburgischer Meister, viermaliger Pokalsieger und gewann einmal den Ligapokal. Im Sommer 2019 wechselte er dann zum belgischen Zweitligisten Royal Excelsior Virton. Doch schon ein Jahr später kehrte er, nachdem Virton für die neue Saison 2020/21 keine Lizenz erhalten hatte, nach Luxemburg zurück und unterschrieb einen Vertrag bei Swift Hesperingen. Mit Swift gewann er am Ende der Saison 2022/23 seine siebte luxemburgische Meisterschaft.
Zur Spielzeit 2023/24 schloss sich Malget dem Ligakonkurrenten FC Wiltz 71 an. Dort absolvierte er bis zum Dezember 2024 insgesamt 34 Pflichtspiele, in denen er drei Treffer erzielen konnte. Anschließend wechselte der Abwehrspieler weiter zum Drittligisten FC Jeunesse Useldingen.

### Erfolge
- Luxemburgischer Meister: 2011/12, 2013/14, 2015/16, 2016/17, 2017/18, 2018/19, 2022/23
- Luxemburgischer Pokalsieger: 2011/12, 2015/16, 2016/17, 2018/19
- Luxemburgischer Ligapokalsieger: 2018

## Nationalmannschaft
Kevin Malget absolvierte von 2010 bis 2021 insgesamt 36 Partien für die luxemburgische A-Nationalmannschaft. Sein erstes von zwei Toren für die Auswahl köpfte er im Testspiel gegen Albanien (2:1) am 4. Juni 2017. Zuvor war er schon für diverse Jugendauswahlen Luxemburgs aktiv.

## Privates
Kevin Malget ist der Sohn des früheren luxemburgischen Nationalspielers Théo Malget (* 1961; 46 A-Länderspiele/3 Tore).